# Collegelaan (Tranvía de Amberes)
La estación de Collegelaan es una estación de la red de Tranvía de Amberes, perteneciente a la sección del premetro. Actualmente, se encuentra fuera de servicio.
Se encuentra en el túnel este de la red, bajo la Collegelaan.

## Presentación
El primer nivel contiene las máquinas dispensadoras. El segundo contiene el andén hacia Zegel y el tercero el que va hacia la calle.

## Futuro
La estación seguirá siendo, de momento, salida de emergencia.